# WTA Oakland
Das WTA Oakland (offiziell: Bank of the West Classic) war ein Damen-Tennisturnier der WTA Tour, das in der kalifornischen Stadt Oakland ausgetragen wurde.
Vor 1979 fand das Turnier in San Francisco statt. 1997 ging man nach Stanford, wo das Turnier bis 2017 stattfand. Seit 2018 findet es in San José statt.

## Siegerliste

### Einzel
| Jahr                                                | Siegerin                | Finalgegnerin         | Ergebnis        |
| --------------------------------------------------- | ----------------------- | --------------------- | --------------- |
| 1979                                                | Martina Navratilova     | Chris Evert           | 7:5, 7:5        |
| 1980                                                | Martina Navratilova     | Evonne Cawley         | 6:1, 7:64       |
| 1981                                                | Andrea Jaeger           | Virginia Wade         | 6:3, 6:1        |
| 1982                                                | Andrea Jaeger           | Chris Evert-Lloyd     | 7:65, 6:4       |
| 1983                                                | Bettina Bunge           | Sylvia Hanika         | 6:3, 6:3        |
| 1984                                                | Hana Mandlíková         | Martina Navratilova   | 7:66, 3:6, 6:4  |
| 1985                                                | Hana Mandlíková         | Chris Evert-Lloyd     | 6:2, 6:4        |
| 1986                                                | Chris Evert-Lloyd       | Kathy Jordan          | 6:2, 6:4        |
| 1987 wurde das Turnier in San Francisco ausgetragen |                         |                       |                 |
| 1988                                                | Martina Navratilova     | Larisa Sawtschenko    | 6:1, 6:2        |
| 1989                                                | Zina Garrison           | Larisa Sawtschenko    | 6:1, 6:1        |
| 1990                                                | Monica Seles            | Martina Navratilova   | 6:3, 7:65       |
| 1991                                                | Martina Navratilova     | Monica Seles          | 6:3, 3:6, 6:3   |
| 1992                                                | Monica Seles            | Martina Navratilova   | 6:3, 6:4        |
| 1993                                                | Martina Navratilova     | Zina Garrison Jackson | 6:2, 7:61       |
| 1994                                                | Arantxa Sánchez Vicario | Martina Navratilova   | 1:6, 7:65, 7:63 |
| 1995                                                | Magdalena Maleewa       | Ai Sugiyama           | 6:3, 6:4        |
| 1996                                                | Martina Hingis          | Monica Seles          | 6:2, 6:0        |

### Doppel
| Jahr                                                | Siegerinnen                               | Finalgegnerinnen                          | Ergebnis       |
| --------------------------------------------------- | ----------------------------------------- | ----------------------------------------- | -------------- |
| 1979                                                | Rosemary Casals Chris Evert               | Tracy Austin Betty Stöve                  | 3:6, 6:4, 6:3  |
| 1980                                                | Sue Barker Ann Kiyomura                   | Greer Stevens Virginia Wade               | 6:0, 6:4       |
| 1981                                                | Rosemary Casals Wendy Turnbull            | Martina Navratilova Virginia Wade         | 6:1, 6:4       |
| 1982                                                | Barbara Potter Sharon Walsh               | Kathy Jordan Pam Shriver                  | 6:1, 3:6, 7:65 |
| 1983                                                | Claudia Kohde-Kilsch Eva Pfaff            | Rosemary Casals Wendy Turnbull            | 6:4, 4:6, 6:4  |
| 1984                                                | Martina Navratilova Pam Shriver           | Rosemary Casals Alycia Moulton            | 6:2, 6:3       |
| 1985                                                | Hana Mandlíková Wendy Turnbull            | Rosalyn Fairbank Candy Reynolds           | 4:6, 7:5, 6:1  |
| 1986                                                | Hana Mandlíková Wendy Turnbull            | Bonnie Gadusek Helena Suková              | 7:65, 6:1      |
| 1987 wurde das Turnier in San Francisco ausgetragen |                                           |                                           |                |
| 1988                                                | Rosemary Casals Martina Navratilova       | Hana Mandlíková Jana Novotná              | 6:4, 6:4       |
| 1989                                                | Patty Fendick Jill Hetherington           | Larisa Sawtschenko Natallja Swerawa       | 7:5, 3:6, 6:2  |
| 1990                                                | Meredith McGrath Anne Smith               | Rosalyn Fairbank-Nideffer Robin White     | 2:6, 6:0, 6:4  |
| 1991                                                | Patty Fendick Gigi Fernández              | Martina Navratilova Pam Shriver           | 6:4, 7:5       |
| 1992                                                | Gigi Fernández Natallja Swerawa           | Rosalyn Fairbank-Nideffer Gretchen Magers | 3:6, 6:2, 6:4  |
| 1993                                                | Patty Fendick Meredith McGrath            | Amanda Coetzer Inés Gorrochategui         | 6:2, 6:0       |
| 1994                                                | Lindsay Davenport Arantxa Sánchez Vicario | Gigi Fernández Martina Navratilova        | 7:5, 6:4       |
| 1995                                                | Lori McNeil Helena Suková                 | Erica Adams Zina Garrison Jackson         | 3:6, 6:4, 6:3  |
| 1996                                                | Lindsay Davenport Mary Joe Fernández      | Gigi Fernández Nathalie Tauziat           | 6:1, 6:3       |